# Hochschule Nesna

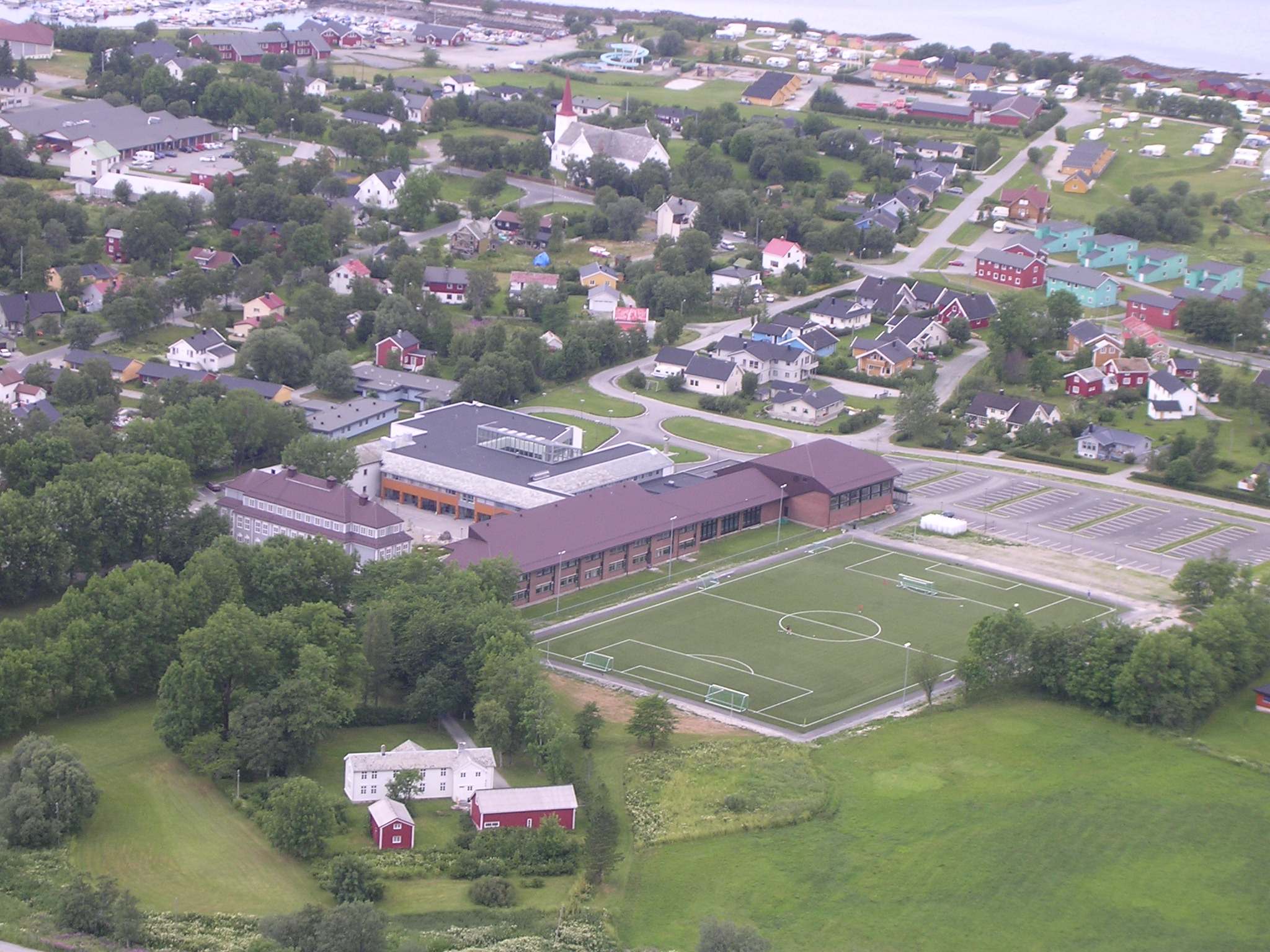
Hochschule Nesna

Die Hochschule Nesna (norwegisch: Høgskolen i Nesna) ist eine staatliche Hochschule in Norwegen mit rund 1200 Studenten und 130 Angestellten. Sitz der Hochschule ist die Kleinstadt Nesna.
Die Hochschule Nesna wurde 1918 als eine Lehrerhochschule gegründet und bietet heute Abschlüsse in vier Fachabteilungen an.